# Café Anglais

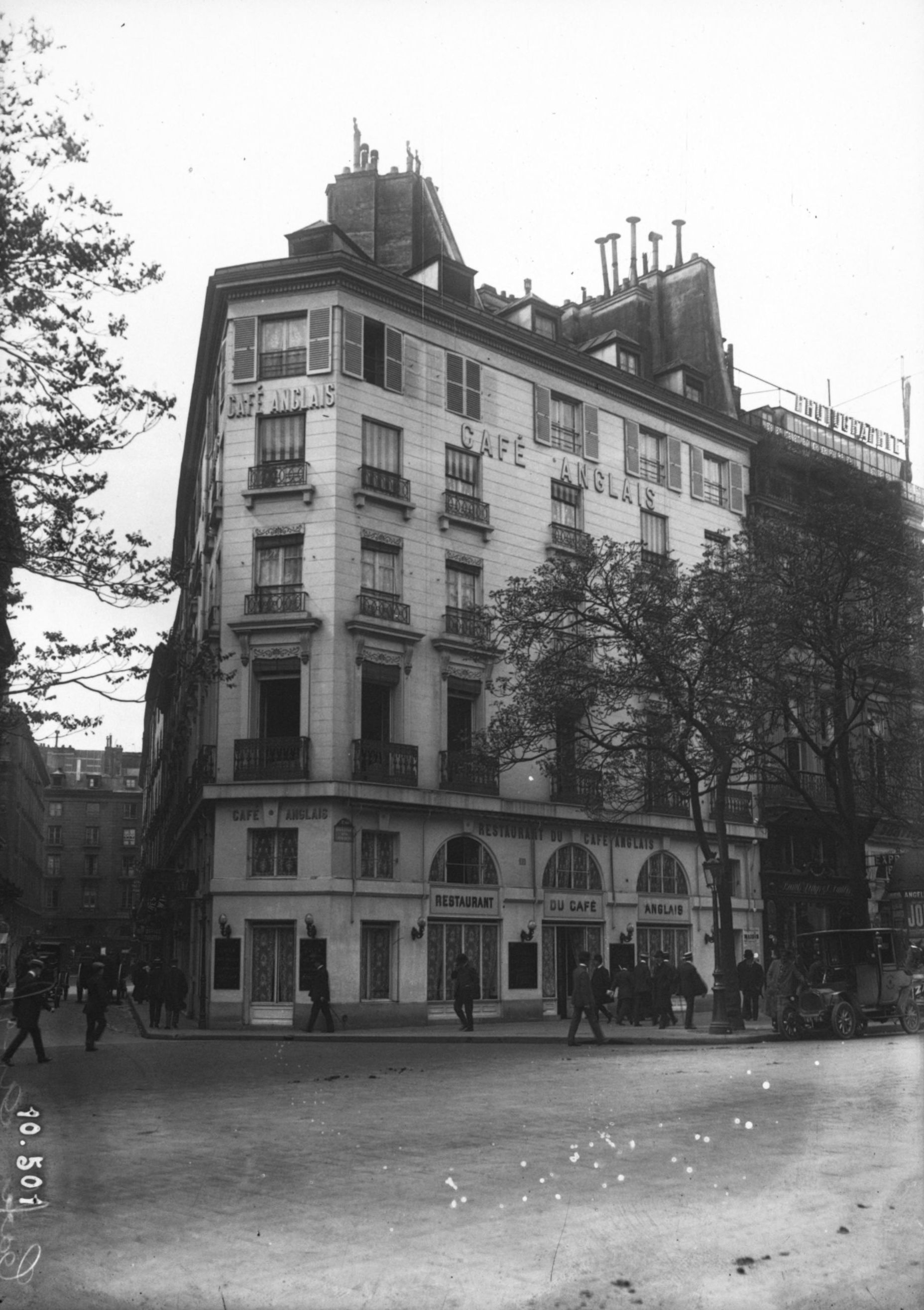
Das Café Anglais kurz vor dem Abriss

Das Café Anglais war ein berühmtes Restaurant in Paris. Sein Name erinnert an den Frieden von Amiens. Es wurde 1802 am Boulevard des Italiens (Nr. 13) an der Ecke zur rue de Marivaux eröffnet und 1913 geschlossen; heute befindet sich an der Stelle ein Jugendstil-Bau.
Zu den Stammgästen gehörten Alfred de Musset, Alexandre Dumas und Eugène Sue. Seine gastronomische Hochzeit hatte das Etablissement unter Chefkoch Adolphe Dugléré (1805–1884); er komponierte unter anderem das Menü für die „drei Kaiser“ Alexander II., Alexander III. und Wilhelm I. (sowie Otto von Bismarck) anlässlich deren Besuchs der Weltausstellung 1867.

## Das Café Anglais in der Literatur
Das Café Anglais wird erwähnt in Balzacs Romanen Vater Goriot und Verlorene Illusionen; es ist Schauplatz des 5. Aktes der Operette Pariser Leben von Jacques Offenbach, Libretto Henri Meilhac und Ludovic Halevy, wird des Weiteren in Flauberts Erziehung der Gefühle erwähnt, in Zolas Nana, im zweiten Band von Prousts Suche nach der verlorenen Zeit, in Karen Blixens Erzählung Babettes Gastmahl, im Kochbuch von Alice B. Toklas, in Umberto Ecos Friedhof in Prag und in Alev Croutiers Novelle Palast der Tränen.